# Pokrovka (Penza)
Pokrovka — Покровка (rus) — és un poble de l'óblast de Penza. Rússia. El 2011 tenia 736 habitants.